# 霍多里夫卡
50°27′17″N 27°57′39″E / 50.45472°N 27.96083°E
霍多里夫卡（烏克蘭語：Ходорівка）是烏克蘭北部的村莊，隸屬日托米爾州的日托米爾區。該村面積0.94平方公里，海拔高度223米，2001年人口218，人口密度每平方公里232.16人。